# 스크림 퀸스
《스크림 퀸스》(영어: Scream Queens)는 2015년 9월 22일부터 2016년 12월 20일까지 폭스에서 방영했던 드라마이다.

## 캐스트
- 에마 로버츠 : 샤넬 오벌린
- 스카일러 새뮤얼스 : 그레이스 가드너
- 리아 미셸 : 헤스터 울리히
- 글렌 파웰 : 차드 라드웰
- 디에고 보네타 : 피트 마르티네즈
- 애비게일 브레슬린 : 리비 퍼트니 / 샤넬 5
- 키키 파머 : 제이데이 윌리엄스
- 나심 페드라드 : 지지 콜드웰 / 제스 마이어
- 뤼시앵 레이비스카운트 : 얼 그레이
- 올리버 허드슨 : 웨스톤 가드너
- 빌리 로드 : 새디 스웬슨 / 샤넬 3
- 제이미 리 커티스 : 캐시 먼치